# Колбасюк Валерій Васильович
Валерій Васильович Колбасюк (нар. 15 лютого 1940, Тирасполь, Молдавська АРСР, УРСР — пом. 4 лютого 2013, Кишинів, Молдова) — радянський футболіст, захисник; арбітр та інспектор (Молдова).

## Життєпис
З 1959 року — у складі кишинівської «Молдови», у 1959 році дебютував в чемпіонаті СРСР, за шість сезонів відіграв 120 матчів, відзначився трьома голами. У 1965 році грав за дубль СКА (Одеса), наступного року зіграв 28 матчів у класі «А», у 1967 році — 29 у класі «Б». У 1968 році виступав за «Молдову» в класі «Б», завершував кар'єру в 1969-1972 роках у «Буковині», у 1971 році допомагав тренувати чернівецьку команду.
Виступав за юнацьку збірну СРСР.
Працював директором спорткомплексу «Хвиля» (Кишинів), арбітром та інспектором футбольних та футзальних матчів. 
Помер у лютому 2013 року. З 2017 року проводиться футзальний турнір Меморіал Валерія Колбасюка.
Син Володимир колишній футболіст, арбітр.